# کاهش بیرچ
کاهش بیرچ (انگلیسی: Birch reduction) واکنشی از نوع اکسایش و کاهش آلی است که طی آن حلقه بنزنی موجود در ترکیبات آروماتیک به ۱٬۴-سیکلوهگزادین تبدیل می‌شوند. این واکنش شیمیایی نخستین بار در سال ۱۹۴۴ توسط شیمیدان استرالیایی آرتور بیرچ در دانشگاه آکسفورد کشف گردید.
نمونه‌ای از این واکنش در نفتالین است: